# Pseudoliriomyza cordiae
Pseudoliriomyza cordiae är en tvåvingeart som beskrevs av Spencer 1959. Pseudoliriomyza cordiae ingår i släktet Pseudoliriomyza och familjen minerarflugor. Inga underarter finns listade i Catalogue of Life.